# Leningrádi ügy
A leningrádi ügy vagy leningrádi eset (oroszul Ленинградское дело, átírva lenyingradszkoje gyelo) kivégzéseket maga után vonó konspirációs bűnperhullám volt az 1940-es évek végén és 1950-es évek elején a Szovjetunióban. Prominens politikusokat és kommunista párttagokat hazaárulással vádoltak meg, és azzal, hogy szovjetellenes szervezetet akartak létrehozni Leningrádban (a mai Szentpéterváron).

## Háttér
A Szovjetunión belül Moszkva és Leningrád versengő hatalmi központok voltak. Egyes vélemények szerint Sztálinnak azért volt szüksége a tisztogatásra, mert tartott a fiatalabb, népszerű leningrádi vezetőktől, akiket a város ostroma után hősökként tartottak számon. Sztálin az orosz forradalomban és polgárháborúban szerzett tapasztalatai, Grigorij Jevszejevics Zinovjev kivégzése és a jobboldali ellenzék kiirtása után senkiben nem bízott, aki Leningrádból jött. Sztálin leningrádi vetélytársai közt volt a város két pártvezetője, Szergej Mironovics Kirov és Lev Davidovics Trockij is. (Mindkettőjüket meggyilkolták.) A korábbi beosztottaik egy része még sok évvel később is Leningrádban dolgozott. Leningrád ostroma idején a város vezetői Moszkvától viszonylag függetlenül működhettek. Akik túlélték az ostromot, nemzeti hősök lettek, és a leningrádi vezetők tekintélye a központi szovjet kormányzaton belül is megnőtt.

## Eseményei
1949 januárjában Pjotr Popkov, Alekszej Kuznyecov és Nyikolaj Voznyeszenszkij megszervezte a Leningrádi Kereskedelmi Vásárt, hogy segítse a gazdaság újjáéledését és támogatást nyújtson a leningrádi ostrom túlélőinek azzal, hogy több árut és szolgáltatást vonz a Szovjetunió más részeiből. A vásár támadásokat váltott ki a hivatalos szovjet propaganda részéről, arra hivatkozva, hogy moszkvai szövetségi forrásokat használt fel leningrádi fejlesztésekre, holott ez normális és törvényes volt, és az Állami Tervbizottság (Goszplan) és a Szovjetunió kormánya is jóváhagyta. Azzal is vádolták Kuznyecovot, Popkovot és másokat, hogy a régi orosz főváros, Leningrád súlyának növelésére tett kísérlettel a moszkvai kommunista kormányzattal akarnak versengeni. A vádló kezdetben Georgij Malenkov, Sztálin első helyettese volt, majd a Kommunista Párt fogalmazott meg formális vádakat, amelyeket Malenkovon kívül Hruscsov és Berija is aláírt. Ezt követően több mint kétezer embert tartóztattak le Leningrádban, a városi és regionális, illetve ipari vezetők mellett tudósokat és egyetemi professzorokat is. Az irányításban részt vevők helyébe Moszkvából és a Szovjetunió más részeiből importált sztálinisták kerültek.
1950. szeptember 30-án halálra ítélték a Goszplan elnökét, Nyikolaj Voznyeszenszkijt, az orosz Minisztertanács elnökét, Mihail Ivanovics Rogyionovot, továbbá Alekszej Kuznyecovot, Pjotr Popkovot, Ja. F. Kapusztyint és P. G. Lazutyint, azzal a hamis váddal, hogy „jóváhagyás nélküli leningrádi üzletelés” céljára sikkasztottak a szovjet állami költségvetésből, amit egyúttal szovjetellenes hazaárulásnak minősítettek.

## Kivégzések
Az ítéleteket zárt ajtók mögött jelentették be, éjfél után. A hat vádlottat 1950. október 1-jén agyonlövéssel kivégezték. A halálbüntetést a Szovjetunióban nem sokkal korábban, január 12-én állították vissza, miután 1947-ben megszüntették. A vádlottakra retroaktív módon alkalmazták. Több mint 200 leningrádi hivatalnokot ítéltek 10 és 25 év közötti börtönbüntetésre. A családjuktól is megvonták a jogot, hogy bármely nagyobb városban éljenek és dolgozzanak, így Szibériába kerültek.
Mintegy kétezer leningrádi közszereplőt mozdítottak el, száműzve őket, így elvesztették az otthonukat és a tulajdonaikat. A sorsukban a rokonaik is osztoztak. Megbecsült értelmiségieket, tudósokat, írókat és oktatókat száműztek vagy hurcoltak fogságba a Gulag börtöntáboraiba. Az értelmiségieket az egyet nem értés legkisebb jele miatt üldözték. Nyikolaj Nyikolajevics Punyin írót megölték a börtöntáborban, miután a nemtetszését fejezte ki a szovjet propagandával és az „ízetlen” Lenin-portrékkal szemben.
Közben a hatóságok Sztálinhoz lojális embereket ültettek a leningrádi közigazgatási pozíciókba. Sztálin egyetértésével Malenkov személyesen felügyelte a leningrádi ostrom múzeumának a megsemmisítését, és kinyilvánította, hogy a város 900 napos ostroma „olyan mítosz, amit szovjetellenes árulók találtak ki, hogy Sztálin elvtárs nagyságát kisebbítsék”.
A „leningrádi ügyet” Malenkov és Berija szervezte meg és felügyelte. A kivégzéseket és a tisztogatásokat Viktor Szemjonovics Abakumov és az Állambiztonsági Minisztérium (MGB) hajtotta végre. A kivégzett leningrádi vezetők sírját nem jelölték meg, a helyük máig ismeretlen.
A hruscsovi enyhülés időszakában valamennyi megvádoltat rehabilitálták, sokukat posztumusz.
Alekszej Nyikolajevics Koszigin az ügy túlélője volt. Politikai pályája megbicsaklott, de később a Szovjetunió Minisztertanácsának elnöke lett.

## Fordítás
- Ez a szócikk részben vagy egészben  a   Leningrad Affair című angol Wikipédia-szócikk ezen változatának fordításán alapul.  Az eredeti cikk szerkesztőit annak laptörténete sorolja fel. Ez a jelzés csupán a megfogalmazás eredetét és a szerzői jogokat jelzi, nem szolgál a cikkben szereplő információk forrásmegjelöléseként.